# Митьково (платформа)
Митько́во — остановочный пункт на Митьковской соединительной ветви Московской железной дороги, входит в состав линии МЦД-3 Московских центральных диаметров. Распологается в районе Сокольники.

## Расположение
Платформа находится на Митьковской соединительной ветви в непосредственной близости к бывшей грузовой железнодорожной станции Москва II-Митьково. У восточной горловины расположен Русаковский железнодорожный мост.
Выход с торца платформы на Русаковскую улицу. Для прохода на платформу для пассажиров установлены лифт, эскалаторы и лестница. Есть бесплатные туалеты.
Платформа Митьково в пределах линии МЦД-3 — единственный остановочный пункт, до которого нельзя напрямую добраться поездом ни от Казанского вокзала, ни от Ленинградского, но возможно с одной пересадкой без промежуточной валидации по тарифам МЦД (например, безлимиту Центральной зоны).

### Тарифная зона
Для разовых билетов Митьково считается  остановочным пунктом в той же тарифной зоне, что и Электрозаводская, и Сортировочная, но, в отличие от них, билеты не только на Ленинградское, но и на Казанское направление ограничены Пригородом МЦД. На станции возможно купить  разовый билет от границы Центральной зоны МЦД до станций Пригородной зоны, если на Тройке уже есть безлимитный проездной Центральной зоны (условно, можно на ту же Тройку, находясь в Митьково, купить билет из Ховрино в Химки за 40 рублей, хотя полный  разовый билет из Митьково в Химки стоил бы 74 рубля, а непосредственная оплата проезда кошельком Тройки через турникеты стоила бы 76 рублей).
Ввиду отсутствия прямого сообщения разовый билет от Митьково не доступен ни до Ленинградского, ни до Казанского вокзала.

## Пути и платформы
Количество платформ: 1.
Количество выходов с платформы: 1, в сторону Русаковской улицы.
Количество путей в пределах платформы: 4	
Вестибюль общей площадью 1900 кв. метров.
Для прохода на платформу для пассажиров установлены лифт, эскалаторы и лестница.
Два главных пути электрифицированы постоянным напряжением 3 кВ.

## Общественный транспорт

### Метро
Наземная длинная уличная пересадка на станции «Сокольники» Сокольнической и Большой кольцевой линий метро. Или, в противоположную сторону, на станцию «Красносельская».

### Наземный общественный транспорт
Трамвайная остановка «Маленковская улица» перенесена ближе к платформе и теперь называется «МЦД Митьково». Переход типа «сухие ноги»; имеет изогнутую форму, поскольку огибает памятник архитектуры Дом экспедиции Калинкинского мёдо-пивоваренного товарищества.
Для пересадки возможен проезд одной остановки на общественном транспорте: автобусе, электробусе, трамвае.
На этой станции можно пересесть на следующие маршруты городского пассажирского транспорта:
- Автобусы: м60, 40, 604, с633, н15
- Трамваи: 4, 7, 13, 43

## История
Платформа открыта для пассажиров 2 августа 2024 года в 5:30 утра.

## Фотогалерея

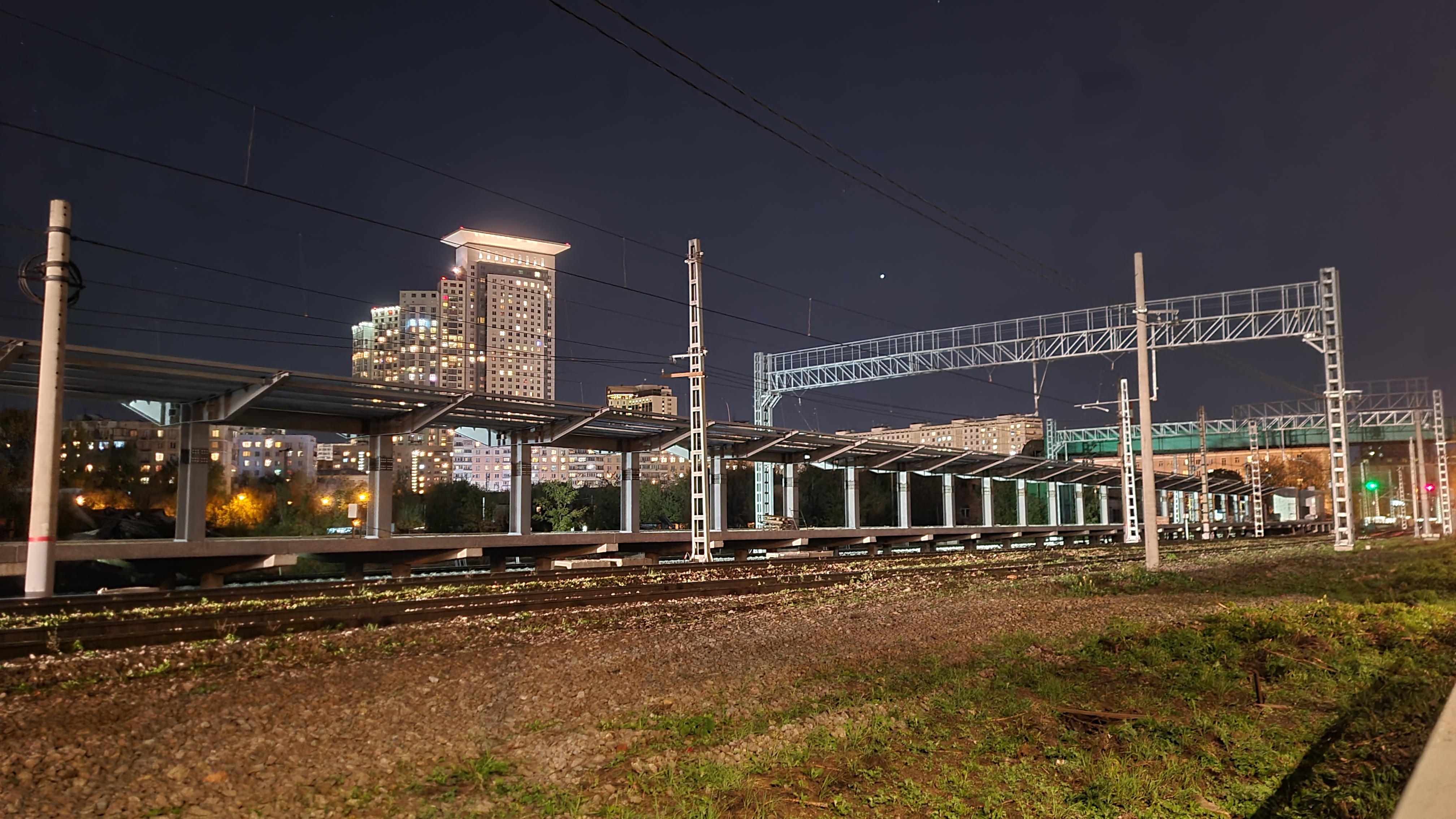
Строительство платформы (2023 г.)
Панорама вестибюля
Пешеходная галерея